# Сипей (село)
Сипей е село в Южна България. То се намира в община Кърджали, област Кърджали.

## География
Село Сипей се намира в планински район. Селото е административен център на кметство, което се състои от две населени места – с. Сипей и махала Осил.

## Население
Численост и дял на етническите групи според преброяването на населението през 2011 г.:
|                     | Численост | Дял (в %) |
| Общо                | 444       | 100,00    |
| Българи             | 0         | 0,00      |
| Турци               | 291       | 65,54     |
| Цигани              | 3         | 0,67      |
| Други               | 0         | 0,00      |
| Не се самоопределят | 0         | 0,00      |
| Неотговорили        | 149       | 33,55     |

## Културни и природни забележителности
Близо до село Сипей се намира природната забележителност „Каменната сватба“.

## Други
В землището на с. Сипей се намират едни от най-богатите находища на нерудни изкопаеми – бентонитови глини. Концесията за добив на бентонит е на S&B минералс.